# 주화
주화(鑄貨)는 금속을 주물로 떠서 만든 화폐이다. 구리를 원료로 삼는 경우가 많기에 동전(銅錢)이라고도 하며, 지폐와 대조하여 경화(硬貨)라고도 한다.
무역을 원활하게 하기 위해 무게가 표준화되어 있으며, 조폐국에서 대량으로 생산된다. 대부분 정부에서 발행한다. 동전에는 이미지, 숫자 또는 텍스트가 있는 경우가 많다. 동전이나 메달의 면은 앞면과 뒷면을 각각 지칭하여 앞면(Obverse)과 뒷면(Reverse)이라고도 한다.
동전은 일반적으로 금속이나 합금으로 만들어지며 때로는 인간이 만든 재료로 만들어진다. 귀금속 기반 동전은 동전 자체 내에서 가치를 지닌다는 장점이 있었다. 반면, 귀금속 일부를 제거하기 위해 동전을 깎는 등 조작을 유도하기도 했다.
대부분의 동전은 비금속으로 만들어지며 그 가치는 법정화폐로서의 지위에서 비롯된다. 즉, 동전의 가치는 법에 의해 결정된다. 지난 100년 동안, 유통되는 동전의 액면가는 주로 인플레이션으로 인해 종종 포함된 금속의 가치보다 낮았다. 차이가 커지면 발행 기관은 이러한 동전을 유통에서 철회하여 다른 구성의 새로운 등가물을 발행하거나 대중이 동전을 녹이거나 저장하기로 결정할 수 있다. 현재 동전은 지폐와 함께 유통되며 일상 거래에서 돈으로 사용된다. 일반적으로 유통되는 가장 높은 가치의 동전(금괴 동전 제외)은 가장 낮은 가치의 지폐보다 가치가 낮다. 동전은 일반적으로 더 오래 지속되기 때문에 지폐보다 더 효율적이다. 동전의 경우 30년 동안 지속되는 데 비해 지폐는 약 4년만 지속된다.
액면가가 함유량보다 높다는 규칙에 대한 예외는 현재 귀금속 수집가 또는 투자자를 대상으로 하는 구리, 은 또는 금(드물게 백금이나 팔라듐과 같은 기타 금속)으로 만들어진 금괴 주화에 대해 발생한다. 현대 금 수집가/투자자 동전의 예로는 영국이 주조한 영국 주권, 미국이 주조한 미국 금 독수리, 캐나다가 주조한 캐나다 금단풍잎 동전, 남아프리카가 주조한 크루거랜드가 있다.
기념주화는 일반적으로 수집가용 품목으로만 사용되지만 일부 국가에서는 정기적인 유통을 위해 기념주화를 발행하기도 한다.
역사적으로 유통, 수집 및 금속 투자를 위한 주화를 생산하는 데 상당히 다양한 주화 금속(합금 포함) 및 기타 재료(예: 도자기)가 사용되었다.

## 가치
과거의 주화는 주화를 구성하는 금속에 상당하는 가치를 가져 서로 다른 금속을 사용하는 주화간의 교환 비가 유동적이었으나 현재의 주화는 그 가치가 공권력에 의해 보증되어, 주화를 구성하는 금속의 가치가 주화가 나타내는 가치보다 높거나 낮을 수 있다. 대한민국의 경우 2006년 새로운 십원이 나오기 전 구형 십원 하나의 제조 원가는 38원이었으며, 신형 십원 주화의 소재 가격은 10원 미만이지만 인건비와 관리비를 합치면 20원에 육박한다.

### 가장 비싼 주화
세계에서 가장 비싼 주화 1위는 5 스위스 프랑(대한민국 원으로 환산하면 약 7561원)이며, 2위는 500 엔(대한민국 원으로 환산하면 약 4438원)이며, 3위는 20 덴마크 크로네이다. (대한민국 원으로 환산하면 약 3928원) 참고로 1달러의 주화는 대한민국 1200원/일본 115엔/중국 6.3위안으로 기록되어 있는 것으로 보인다.

### 가장 싼 주화
세계에서 가장 싼 주화 1위는 50  이란 디나르(대한민국 원으로 환산하면 약 0.016원)이다.

## 종류

### 재질별 구분
- 동화: 구리를 주 성분으로 한 주화이다. 청동이나 황동이 재료인 것도 동화로 취급하기도 한다.
- 금화: 금으로 만든 주화이다.
- 은화: 은으로 만든 주화이다.
- 니켈화: 니켈로 만든 주화이다. 미국의 5센트를 니켈이라 부르기도 한다.

### 형태별 구분
- 메달형 주화: 그냥 원판 모양의 주화이다.
- 엽전형 주화: 가운데에 구멍이 뚫려있는 주화이다. 현행 일본 엔의 일부 주화 등 비교적 드물게 존재하는 주화이다.

## 같이 보기
- 통화
- 100원 동전
- 500원 동전